# Élégie en sol mineur (Glazounov)
Pour les articles homonymes, voir Élégie (homonymie).
L'Élégie en sol mineur, op. 44 G 92, est une œuvre de musique de chambre pour alto et piano du compositeur russe Alexandre Glazounov, écrite en 1893.

## Contexte et création
Alexandre Glazounov compose son Élégie en avril 1893.

## Analyse
L'Élégie a notamment inspiré Igor Stravinsky lorsqu'il écrit son Élégie à la mémoire d'Onnou en 1944.